# I. Mária szicíliai királynő
I. Mária (Catania, Szicília, 1363. július 2. – Lentini, Szicília, 1401. május 25.), ragadványneve: Boldogtalan királynő, olaszul: Maria I d'Aragona Infelice regina di Sicilia, katalánul: Maria d'Aragó reina de Sicília, spanyolul: María de Sicilia, görögül: Μαρία της Σικελίας, latinul: Maria I Regina Sicíliae, Szicília (Trinacria) királynője 1377-től, Athén és Neopatria (Neopatrasz) hercegnője (1377–1381). A két Szicíliai Királyság uralkodója, I. Johanna és III. Frigyes között létrejött 1372-es avignoni szerződés értelmében foglalta el a szicíliai trónt apja halála után 1377-ben. A Visconti-ház házassági terveinek a meghiúsulása után a dinasztikus hagyományok folytatásaként és nagyapja, IV. (Szertartásos) Péter aragón király parancsára a Szicíliából (1382) Szardínián (1382–1384) keresztül Katalóniába (1384) történő elszállításának következményeként elsőfokú unokatestvéréhez, Ifjú Márton aragón infánshoz adták feleségül 1389-ben. 1392-ben aragón katonai intervenció segítségével tért vissza Szicíliába, ahol férje társuralkodói rangra emelkedett mellette. 1400-ban, egyetlen gyermekének, Péter (Frigyes) hercegnek a halála után mély depresszióba esett, és a következő évben meghalt. A Barcelonai-ház szicíliai ágának királyi főágából származott, és annak utolsó, törvényes házasságból született tagja volt. I. (Pfalzi) Rupert (1352–1410) német király elsőfokú unokatestvére.

## Élete
III. (Együgyű) Frigyes szicíliai királynak és első feleségének, Konstancia aragón királyi hercegnőnek, IV. (Szertartásos) Péter aragón király és Évreux-i Mária navarrai infánsnő lányának az egyetlen gyermekeként látta meg a napvilágot. Anyja pár héttel a születése után meghalt.

### Trónörökösként
Miután apjának törvényes fiai nem születtek, csak egy házasságon kívüli fia volt, akit Vilmosnak (1360 körül–1380 után) hívtak, így Máriát tekintették a trón örökösének. Az avignoni szerződés vagy cataniai béke értelmében, amely a két Szicíliai Királyság uralkodója, I. Johanna nápolyi királynő és III. Frigyes között jött létre 1372. augusztus 20-án XI. Gergely pápa közvetítésével, Johanna királynő és a pápa elismerte III. Frigyes lányának, Máriának a trónutódlását abban az esetben, ha a megegyezés megpecsételéseként III. Frigyesnek a Johanna királynő unokahúgával, Balzo Antóniával kötendő házasságából nem születik fiúutóda. Antónia királyné azonban gyermektelenül halt meg 1375-ben. Mária így az apja halála (1377) után akadálytalanul foglalhatta el a trónt.

### Trónra lépése
A békeszerződést követve XI. Gergely és 1378-tól utóda, a törvényes római pápa, VI. Orbán nyíltan Mária mellé álltak, valamint a másik Szicíliai Királyság uralkodója, I. Johanna nápolyi királynő, sőt a szicíliai bárók és lakosok is az ő trónutódlását támogatták.
Anyai nagyapja, az 1378-tól az avignoni ellenpápa, VII. Kelemen oldalára álló IV. Péter aragón király viszont különvéleményének adott hangot, és Mária dédapjának, II. Frigyes szicíliai királynak a végrendeletére hivatkozott, amelyet ő úgy értelmezett, hogy a Barcelonai-ház szicíliai királyi ágának magszakadása esetén a lányutódok ellenében az aragóniai királyi ágat illeti az öröklés. Mária trónra kerülését azonban még nagyapja, IV. Péter sem tudta megakadályozni, így az aragón király által a másodszülött fiának, Idősebb Mártonnak a kijelölése a szicíliai trónra csak jelképes aktus maradt a részéről.

### Házassági ajánlatok

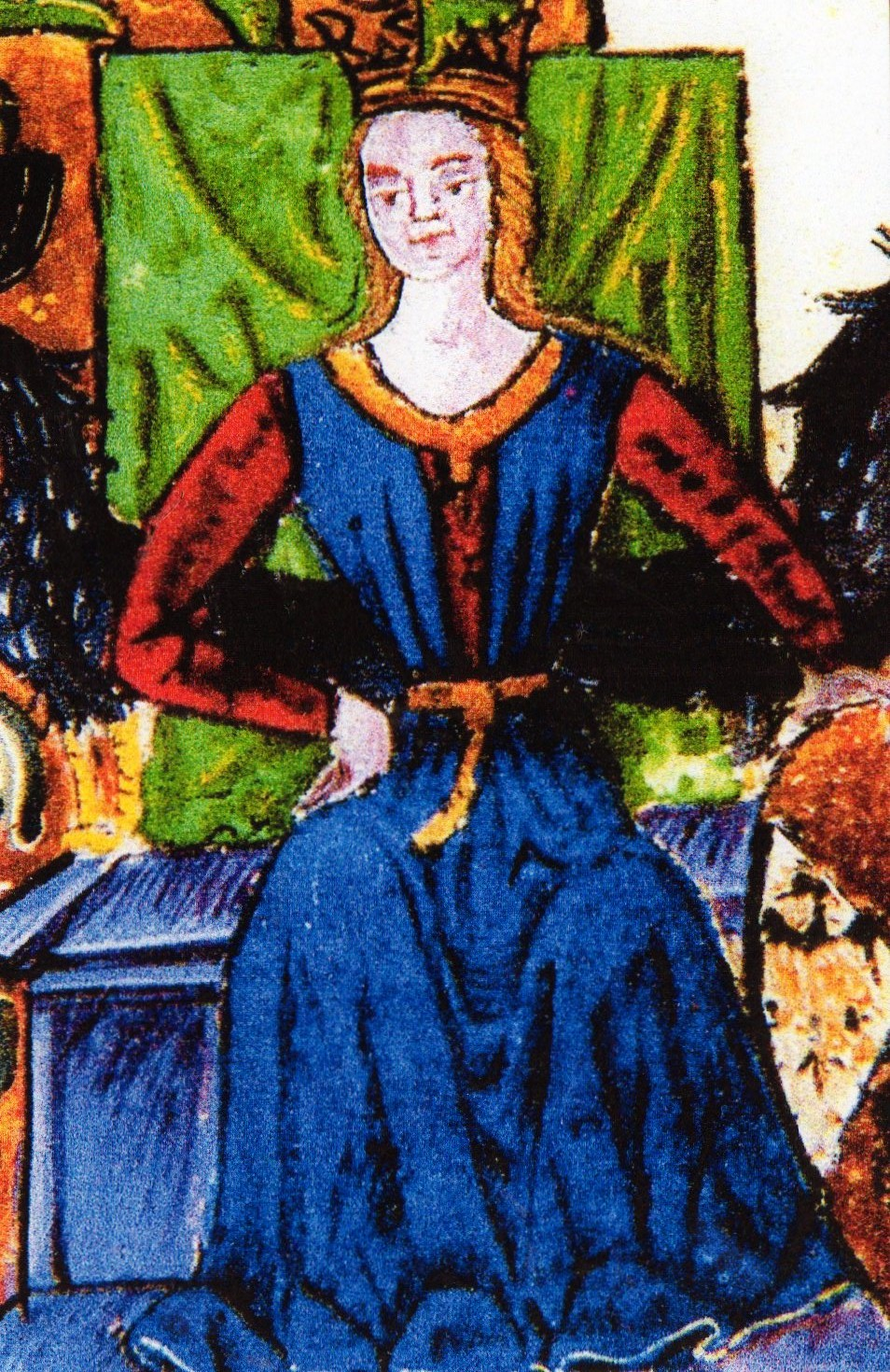
Mária királynő képe

IV. Péter csak akkor avatkozott be a szicíliai belpolitikai viszonyokba, amikor az unokája házasságkötése került szóba, hiszen akié Mária keze, azé a királyság. I. Johanna királynő negyedik férje, Braunschweigi Ottó a gyámfiát, első feleségének, Vilaragut Jolán mallorcai királynénak a mostohaunokáját, III. János (1362–1381) montferrati őrgrófot, I. Izabella címzetes mallorcai királynő másodszülött fiát ajánlotta Mária jövendőbelijének, míg VI. Orbán pápa azt szerette volna, ha unokaöccse, Francesco Prignano (–1394), Pisa bíboros érseke lenne a szicíliai királynő hitvestársa, amely esetben a leendő férjnek le kellene mondania egyházi tisztségeiről. III. Frigyes a végrendeletében úgy rendelkezett, hogy lánya kiskorúsága idején négy alkirály (vikárius) kormányozza a szigetországot: Artale Alagona (–1389), Manfredi Chiaromonte (1342–1391), Guglielmo Peralta (–1392) és Francesco Ventimiglia (–1391). Mária a keresztapja és gyámja, Szicília főbírája (Gran Giustiziere), Artale Alagona befolyása alá került, aki a Visconti-házból választott vőlegényt a királynő számára. 1378-ban Máriát titokban Bernabò (1322/23–1385) milánói úrnak az unokaöccsével, I. (Visconti) János Galeazzo (1351–1402) úrral jegyezték el, akit az apjának, II. Galeazzónak az 1378. augusztus 6-án bekövetkezett halála után a nagybátyja társuralkodóvá nevezett ki Milánóban. A Visconti-frigynek az volt az előzménye, hogy Mária apja, III. Frigyes már 1376-ban házassági szövetségre lépett Bernabò milánói úrral, Visconti Valentina és Visconti Anglesia ciprusi királynék apjával. Ennek eredményeképpen 1377 februárjában megkötötték a házassági szerződést Visconti Bernabò legidősebb lánya, Visconti Antónia (1360–1405) és III. Frigyes között. A házasság azonban nem valósult meg, mert III. Frigyes még ugyanabban az évben elhunyt.
IV. Péter a titokban folyt tárgyalások ellenére is értesült az unokája és a milánói uralkodó között kötendő házasság terveiről. Aragónia királya és a Barcelonai-ház feje dinasztikus szempontból azt már végképp nem tűrhette, hogy Szicília egy "idegen" uralkodóház uralma alá kerüljön, ezért az idősebb fiával, az 1378-ban megözvegyült János (1350–1396) aragón infánssal szerette volna összeházasítani az ifjú királynőt, de az apjával rossz viszonyt ápoló trónörökös erre nem volt hajlandó.

### Elrablása

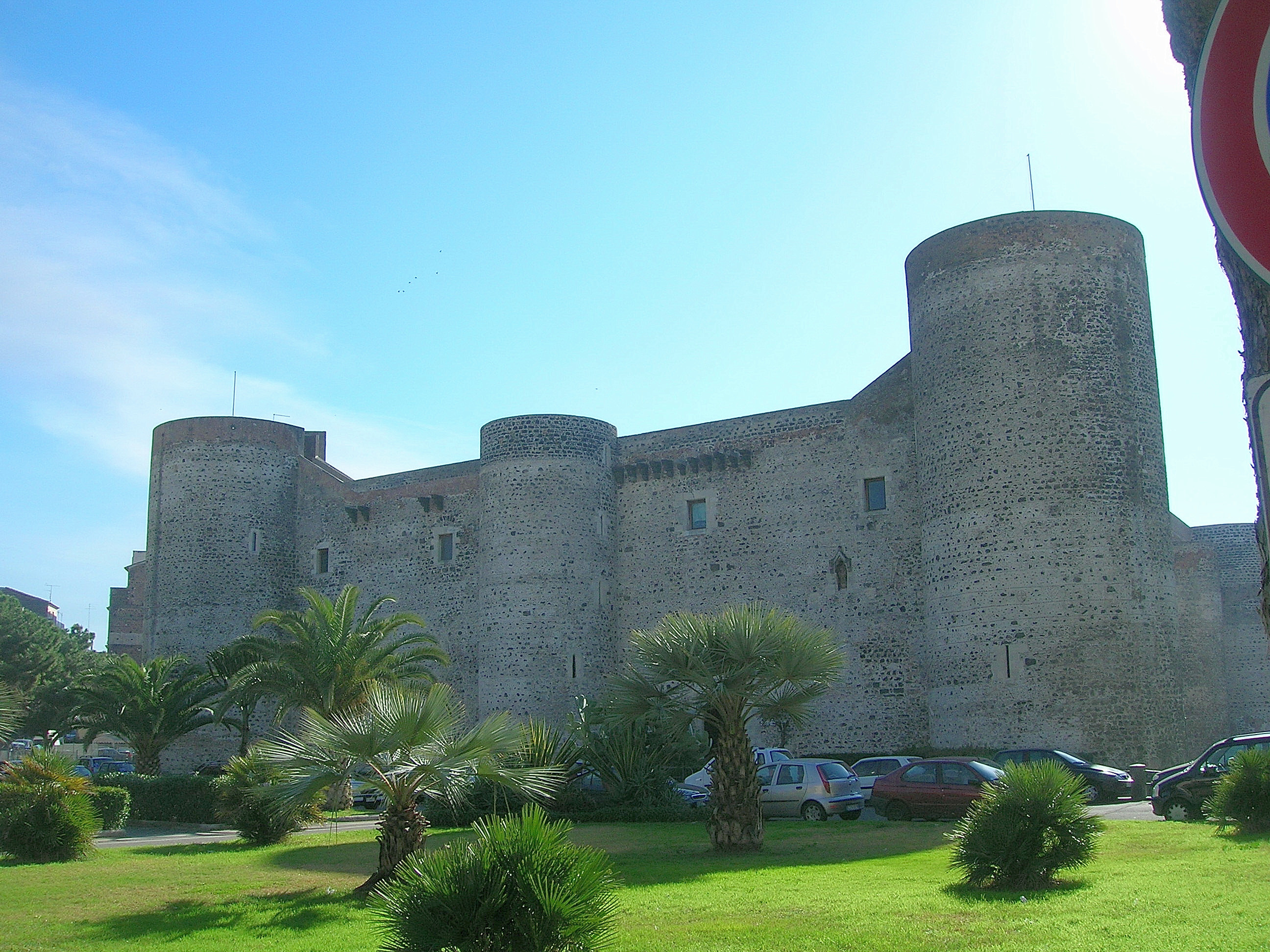
Az Ursino-vár Cataniában

Hogy az unokája tervezett házasságát Milánó urával megakadályozza, 1379 elején IV. Péter meglepetésszerűen egy katalán flottát küldött a milánói vőlegény ellen. Az aragón király hajóhada megsemmisítette a Pisa régi kikötőjében, a Porto Pisanóban állomásozó milánói hajókat, amelyekkel János Galeazzo Szicíliába szándékozott menni, hogy feleségül vegye Mária királynőt.
Továbbá 1379. január 23-án Mária királynő másodfokú unokatestvére, Moncadai (III.) Vilmos Rajmund (–1398), Augusta grófja, akit kihagytak a vikáriusi hatalomból, IV. Péter szándékainak megfelelően elrabolta Máriát a cataniai Ursino-várból (Castello Ursino), és Augustába vitte, hogy megakadályozza a tervezett Visconti házasságot. Mivel azonban Augusta túl közel volt Cataniához, így júliusban hajóval átszállították Máriát Licata régi várába.

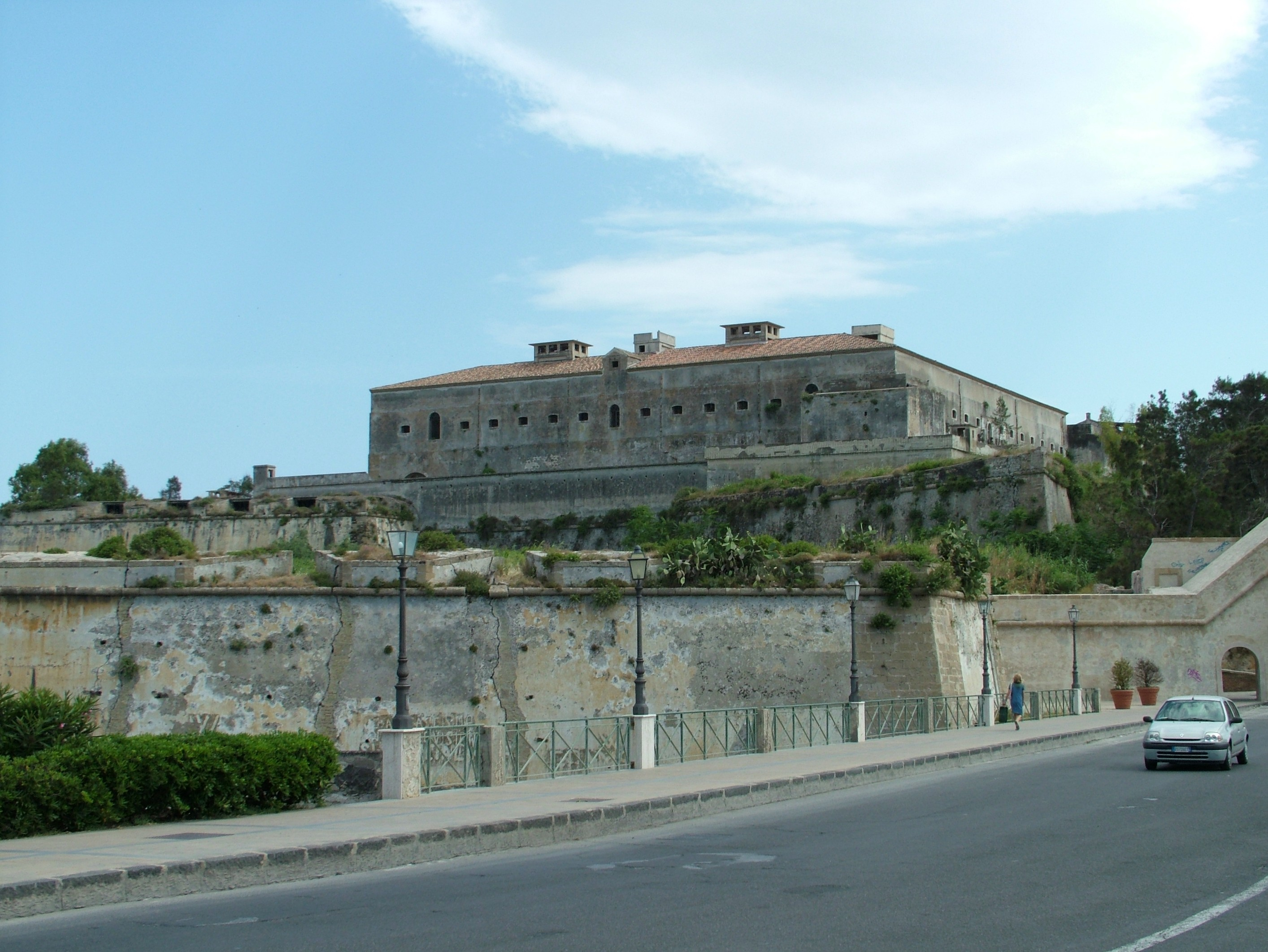
Augusta vára (Castello Svevo)

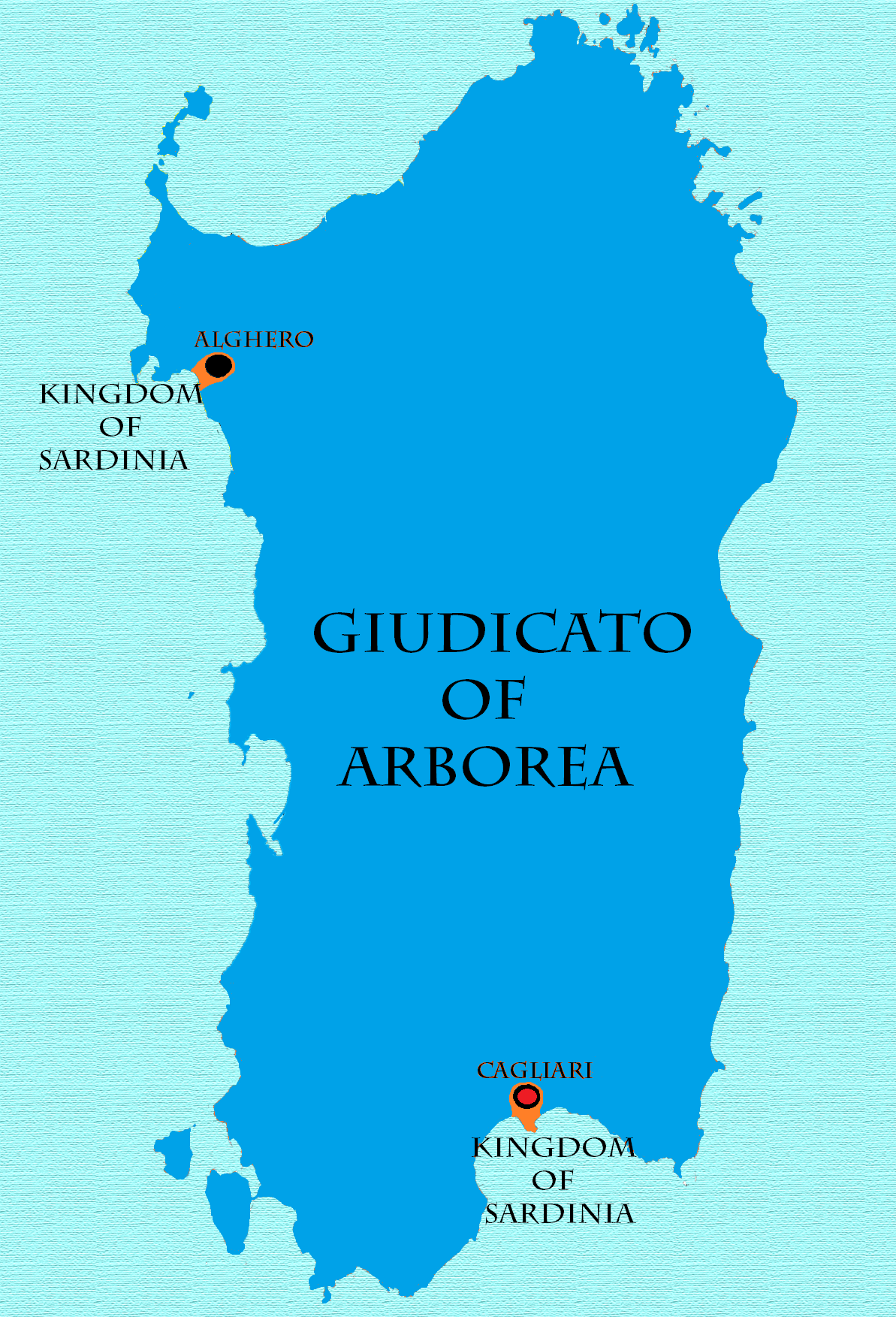
Az Arboreai Királyság kiterjedése 1368 és 1388, valamint 1392 és 1409 között a Szárd Királyság ellenében

János infáns viszont az apja ajánlatának a visszautasítása után  újraházasodott, és 1380. február 22-én Montpellier-ben feleségül vette Bar Jolánt (1364–1431), I. Róbertnek, Bar hercegének és Valois Mária (1344–1404) francia királyi hercegnőnek, II. János francia király lányának a lányát. IV. Péter erre válaszul 1380. július 24-én a kisebbik fiának, Idős Mártonnak a még kiskorú, négy-hatéves fiát, Ifjú Mártont jelölte ki az ekkor 17 éves Mária jövendőbelijének.
Mindeközben a vikáriusok támadása miatt fenyegetett Licata várából Máriát visszaszállították Augustába, és Moncadai Vilmos itt a birtokán adta át a királynőt IV. Péter küldötteinek 1381. június 5-én. Artale Alagona, Szicília főkormányzója azonban mind tengeren, mind pedig szárazföldön támadást indított, és megostromolta Augusta várát. 1382-ben azonban Filippo Dalmao, Rocabertí algrófja egy flottával megjelent itt, és magával vitte Máriát Szardínia szigetére, és Cagliari várában, amely már IV. Péter uralma alatt állt, rendezkedtek be további intézkedésig. A 19 éves Máriát így egy időre elszakítottak szülőhazájától, és attól az országtól, amelynek uralkodója volt. Szicíliában a királynő távolléte nem változtatott a politikai viszonyokon: névleg továbbra is Mária maradt az ország államfője, és ahogy eddig is az ő nevében, de nélküle kormányoztak, ugyanígy a közvetlen jelenlétének a hiánya nem okozott fennakadást az állam irányításában, hiszen a négy helytartó a helyén maradt, és ők vitték továbbra is az államügyeket. A királynőt Cagliari várában Joan de Montbuy szardíniai kormányzó védelme alá helyezték. Innen 1384-ben érkezett meg Katalóniába.

### Házassága
Ahogy az elsőfokú unokatestvére, Ifjú Márton infáns betöltötte a házasságkötéshez szükséges kort, a 14. életévét, Máriát feleségül adták hozzá. A menyegzőre 1389. június 24-én került sor, már nagyapja halála (1387) után. Ez alkalomból Idős Márton lemondott a névleges szicíliai királyi címéről a fia javára. Szicília tényleges és elismert uralkodója azonban Mária volt és maradt, férje társuralkodói rangjáról csak a szicíliai parlament dönthetett, ezért Idős Márton, majd pedig a lemondásával Ifjú Márton szicíliai királyi címe csak formális cím maradt. Ezt fejezte ki az az aktus, amit Szicília tényleges kormányzói tettek akkor, mikor elért Szicíliába a híre annak, hogy az ország távolban lévő uralkodója feleségül ment Ifjú Mártonhoz, miszerint a négy vikárius kinyilvánította, hogy Máriát továbbra is elismerik az uralkodójuknak, de sem Idős Mártont, sem Ifjú Mártont nem tekintik uralkodójuknak. Mária (szül. 1363) mind anyai, mind apai ágon közeli rokonságban állt a férjével. Mária anyja, Konstancia (szül. 1344) Ifjú Márton (szül. 1374/75/76)  apjának, Idős Mártonnak (szül. 1356) volt a féltestvére, így anyai ágon elsőfokú unokatestvérek voltak a férjével, tehát Mária apósa, Idős Márton erről az ágról Máriának az anyai nagybátyja volt. Mária apja, III. Frigyes (szül. 1342) pedig Idős Márton anyjának, Szicíliai Eleonóra (szül. 1325) aragón királynénak volt az édesöccse, így ezen az ágon Mária és Idős Márton voltak elsőfokú unokatestvérek, ezért Mária így kvázi "nagynénje" is volt a férjének. Mária egyébként mind az apósától, Idős Mártontól, mind pedig a férjétől, Ifjú Mártontól korban különbözött: míg Idős Márton 7 évvel volt nála idősebb, addig Ifjú Márton 11/13 évvel volt nála fiatalabb. A korbeli eltéréseket az okozta, hogy míg Mária anyja, Konstancia IV. Péter (szül. 1319) első házasságából (1342–1347) származott, addig Idős Márton anyja IV. Péter harmadik felesége (1349–1375) volt, tehát Konstancia 12 évvel volt idősebb az öccsénél. Ugyanakkor Mária apja, III. Frigyes és nővére, Eleonóra (Idős Márton anyja) között is 17 év korkülönbség volt, bár ők édestestvérek voltak.

### Visszatérése Szicíliába
A házasságkötéssel a királyi család hatalma továbbra is jelképes maradt Szicíliában. Ezen szándékozott változtatni az új aragón király, I. (Vadász) János, aki 1387-ben az apja, IV. (Szertartásos) Péter halálával örökölte meg az Aragón Korona országaiban a trónt, és a szicíliai kaotikus belpolitikai rendszer felszámolására 1392-ben hatalmas hadiflottát küldött a szigetországba. Máriával együtt ment a férje, Ifjú Márton és az apósa, Idős Márton, I. (Vadász) János bátyja. I. Mária királynő és családja 1392. március 22-én Favignana városában szálltak partra. A királynő 10 év után látta viszont szülőhazáját. Mária trónját a szicíliaiak nem vitatták, viszont a katalánokat nem látták szívesen a szicíliaiak, így hatalmas felkelések törtek ki ellenük, melyeket csak fokozatosan tudtak leverni, és csak a század végére tudták helyreállítani teljes egészében a királyi hatalmat. 1392-ben Mária férjét, Ifjú Mártont királyi címmel ruházta fel a szicíliai parlament, de a valódi hatalom nem a szicíliai királyi pár, hanem az apa és após, Idős Márton kezében volt, aki Szicília főkormányzója lett. 1396-ban meghalt I. (Vadász) János aragón király, és a száli törvény értelmében lányai nem örökölhették a trónt, így öccsére, Idősebb Mártonra, Szicília főkormányzójára szállt a korona, aki ekkor még Szicíliában tartózkodott. Az új aragón király 1397-ben tért csak vissza Aragóniába.

### Szülése
Az uralkodópár ekkor még gyermektelen volt, viszont a következő évben, 1398. november 17-én éjjel fél háromkor Cataniában világra jött végre a várva-várt trónörökös, Péter (születésekor és Szicíliában Frigyes) herceg, aki a szicíliai királyi hercegi címe mellett az aragón infáns titulust is elnyerte születése jogán. A 35 éves Mária számára az első és egyetlen szülése hosszú és nehéz volt. A kis herceg azonban röviddel a második születésnapja előtt egy balesetben életét vesztette. 1400. augusztus 16-án vagy november 8-án Cataniában a szülei jelenlétébén egy lovagi tornán fejbe találta egy széttörött lándzsa hegye. Mária királynőn a fia halála miatt mély levertség lett úrrá, és csak nem sokkal élte túl a fiát.

## Halála
A mélabús királynőnek ezután udvartartásával Cataniából Lentinibe kellett költözni, mivel a városban elterjedt a pestis. Ifjú Mártont az anyagi javak biztonságba helyezése azonban jobban érdekelte még a felesége sorsánál is. Férje nem érdeklődött állapota felől, szenvedései nem érintették meg, levelet nem írt, és személyesen nem látogatta meg Máriát. 
Mária Lentini várában halt meg 1401. május 25-én, valószínűleg pestistől. A trónöröklést rendezetlenül hagyta, hiszen több gyermeke nem született, bár végrendeletében férjét jelölte meg utódjának. Apja, III. Frigyes végrendeletében azonban a lánya és utódai halála esetére a házasságon kívül született fiát jelölte meg örökösnek. Aragóniai Vilmos (1360 körül–1380 után), Málta grófja ugyan már nem élt, viszont egy lányt, Johannát (1379/80–1410 után) hagyta örökül. III. Frigyes végrendelete ellenére Mária halála után a királynő végrendelete szerint a szicíliai parlament Mária férjét, az erősebb jelöltet, Ifjú Mártont, akit az apja, Szicília főkormányzója, – amely címet Szicíliából való távozása (1397) után is megtartott – és egyben Aragónia uralkodója, I. (Idős) Márton is támogatott, megerősítette a királyi székben.
Amikor eljutott a királynő halálhíre Aragóniába, az apósa, nagybátyja és elsőfokú unokatestvére, Idős Márton az Aragón Korona országaiban hivatalos gyászt rendelt el, és az udvarban, a templomokban, valamint a városokban ünnepélyes megemlékezéseket tartottak Mária emlékére.
A királynőt a fia, Péter herceg, valamint a szülei, Konstancia királyné és III. Frigyes mellé temették, apjával egy sírba, a cataniai Szent Ágota Székesegyházban.

## Gyermeke
- Férjétől, I. (Ifjú) Márton (1374/75–1409) aragón infánstól és iure uxoris[1] szicíliai királytól, 1 fiú:
  - Péter (Frigyes) (Catania, 1398. november 17. – Catania, 1400. augusztus 16./november 8.) szicíliai és aragón királyi herceg, a Szicíliai Királyság trónörököse, az aragón trón várományosa

## Családfa
| II. Péter szicíliai király * 1304/5. VII. 24. † 1342. VIII. 15. | II. Péter szicíliai király * 1304/5. VII. 24. † 1342. VIII. 15. |                                                                |                                                                | Görzi Erzsébet * 1298 † 1352 | Görzi Erzsébet * 1298 † 1352 |  |  | IV. Péter aragóniai király * 1319. IX. 5. † 1387. I. 5. | IV. Péter aragóniai király * 1319. IX. 5. † 1387. I. 5. |                                              |                                              | Navarrai Mária * 1330. † 1347. IV. 28. | Navarrai Mária * 1330. † 1347. IV. 28. |
|                                                                 |                                                                 |                                                                |                                                                |                              |                              |  |  |                                                         |                                                         |                                              |                                              |                                        |                                        |
|                                                                 |                                                                 |                                                                |                                                                |                              |                              |  |  |                                                         |                                                         |                                              |                                              |                                        |                                        |
|                                                                 |                                                                 | III. Frigyes szicíliai király * 1342. XII. 4. † 1377. VII. 27. | III. Frigyes szicíliai király * 1342. XII. 4. † 1377. VII. 27. |                              |                              |  |  |                                                         |                                                         | Aragóniai Konstancia * 1344 † 1363. VII. 18. | Aragóniai Konstancia * 1344 † 1363. VII. 18. |                                        |                                        |
|                                                                 |                                                                 |                                                                |                                                                |                              |                              |  |  |                                                         |                                                         |                                              |                                              |                                        |                                        |
|                                                                 |                                                                 |                                                                |                                                                |                              |                              |  |  |                                                         |                                                         |                                              |                                              |                                        |                                        |
|                                                                 |                                                                 |                                                                |                                                                |                              |                              |  |  |                                                         |                                                         |                                              |                                              |                                        |                                        |

|  |  |  |  | I. Mária * 1363. VII. 2. † 1401. V. 25.                  | I. Mária * 1363. VII. 2. † 1401. V. 25. | I. Márton szicíliai király * 1374/5/6 † 1409. VII. 25. OO 1389. VI. 24. | I. Márton szicíliai király * 1374/5/6 † 1409. VII. 25. OO 1389. VI. 24. |  |  |
|  |  |  |  |                                                          |                                         |                                                                         |                                                                         |  |  |
|  |  |  |  |                                                          |                                         |                                                                         |                                                                         |  |  |
|  |  |  |  | Péter (Frigyes) * 1398. XI. 17. † 1400. VIII. 16./XI. 8. |                                         |                                                                         |                                                                         |  |  |